# F1 아카데미
F1 아카데미(F1 Academy)는 포뮬러 원 그룹이 창설한 여성 전용의 포뮬러 4 수준 단좌식 경주용 자동차 챔피언십이다. F1 아카데미는 모든 팀이 동일한 타투우스 F4-T421 섀시와 피렐리 타이어를 사용하는 스펙 시리즈로 진행된다. 차량은 타투우스의 자회사인 아우토테크니카 모토리(Autotecnica Motori)가 개발한 174마력의 터보차저 엔진으로 구동된다.

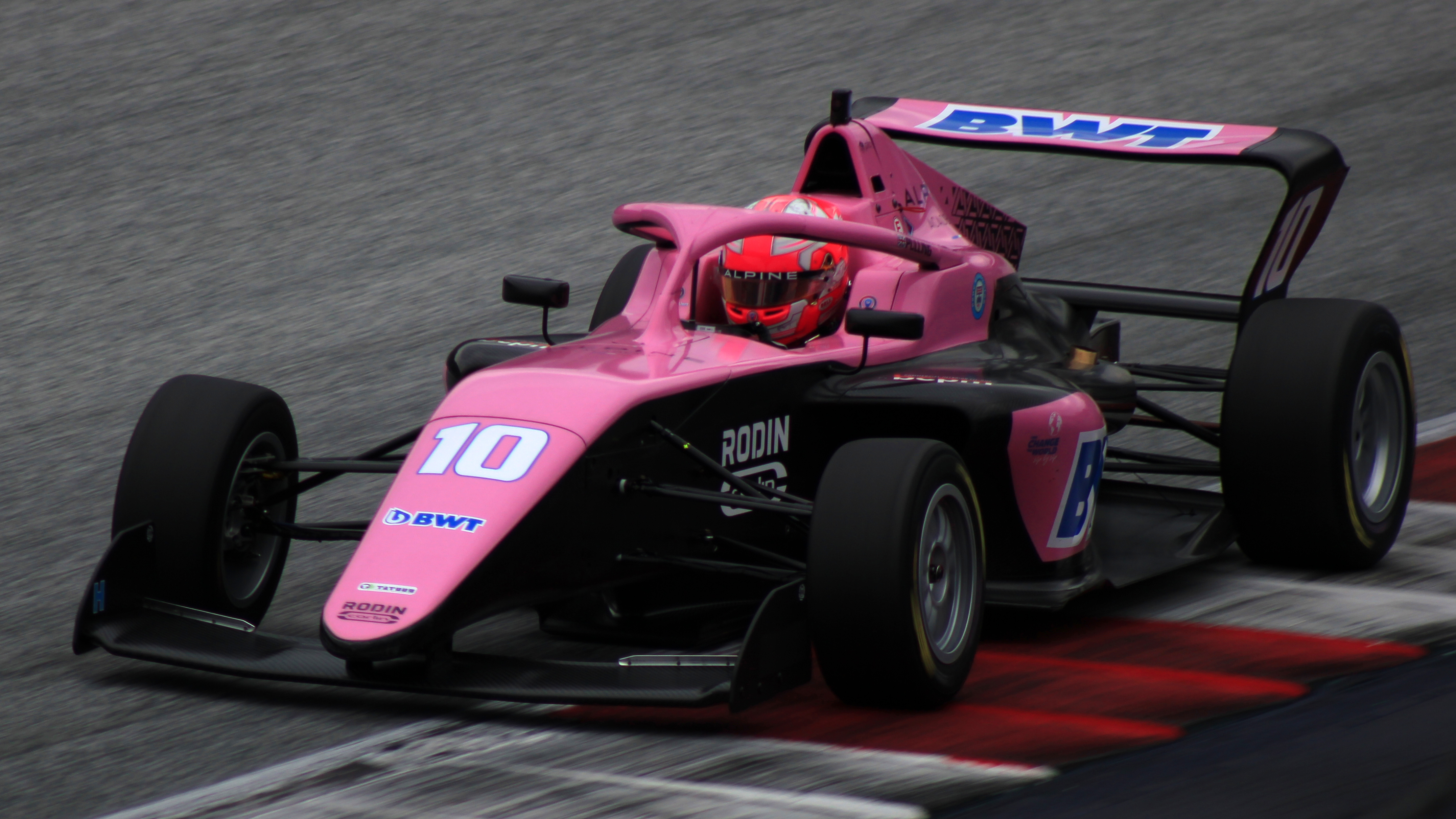
2023 F1 아카데미 애비 풀링

F1 아카데미는 2023년에 첫 시즌을 개최했다. 2024년 시즌의 드라이버 챔피언십은 로댕 모터스포트의 애비 풀링이 우승했으며, 프레마 레이싱은 작년에 이어 팀 챔피언십을 유지했다.

## 역사
이 챔피언십은 다른 시리즈의 여성 드라이버 부족으로 인해 포뮬러 우먼이 설립된 2004년으로 거슬러 올라간다. 2019년에는 같은 이유로 W 시리즈가 창설되어 세 시즌 넘게 열렸고, 코로나19 팬데믹으로 인해 계획되었던 2020 시즌은 취소되었다. 그러나 2022 시즌이 끝난 후, 이 시리즈는 재정 문제로 인해 운영에 투입되어 청산되었다.
2022년 11월 18일, 포뮬러 원은 젊은 드라이버들이 더 높은 수준의 경쟁으로 나아갈 수 있도록 개발하고 준비하는 데 중점을 둔 여성용 레이싱 시리즈인 F1 아카데미의 설립을 발표했다. 이 시리즈는 카트에서 1인승 사다리로의 전환을 원활하게 하기 위해 만들어졌다.
현재 F1 아카데미에 참가하고 있는 다섯 팀은 ART 그랑프리, 캄포스 레이싱, 로댕 모터스포트, MP 모터스포츠, 프레마 레이싱이다. 하이테크 그랑프리는 2025년에 여섯 번째 팀으로 시리즈에 합류할 예정이다.
2023년 3월 1일, 수지 울프가 시리즈의 전무이사로 임명되었다.
시리즈의 첫 시즌은 논란의 여지가 있었지만, 서킷 오브 아메리카스 시즌 피날레를 제외하고는 방송되지 않았다. 두 번째 시즌의 모든 레이스는 방송될 예정이며, 160개 이상의 국제 지역에서 총 23개의 방송사로부터 생중계 시청이 가능하다. 포뮬러 E 진행자 니키 쉴즈가 시즌의 주요 해설자가 되었으며, 알렉스 브룬들과 조던 킹이 공동 해설자로 합류했다.
2023 시즌 동안 포뮬러 원은 각 차량의 비용을 보조했으며, 운전자는 150,000유로를 기부해야 했다. 2024 시즌에는 이 금액이 100,000유로로 줄어들었다. 또한 2024 시즌 이후에는 모든 포뮬러 원 10개 팀이 팀의 경적을 차에 싣고 다니는 운전자 한 명씩을 지원한다. 나머지 5명의 운전자는 시리즈 파트너의 지원을 받는다.
2023년 5월 3일, 리즈 위더스푼의 제작사 헬로 선샤인이 F1 아카데미에 관한 다큐 시리즈를 제작할 것이라고 발표했다. 정확히 1년 후인 2024년 5월 3일, 이 프로그램은 2025년에 넷플릭스에서 스트리밍할 수 있을 것이라고 발표되었다.

## 챔피언십 형식
2023 시즌은 총 21번의 레이스와 15일간의 공식 테스트를 포함하여 총 7개의 이벤트 주말로 구성되었다. 각 레이스 주말에는 30분짜리 두 번의 레이스와 예선 상위 8명의 드라이버가 출발 위치가 뒤바뀐 20분짜리 레이스가 포함되었다. 7개의 이벤트 중 결승전은 미국 그랑프리 기간 동안 포뮬러 원 지원 레이스였다.
2023년 3월 31일, 포뮬러 원의 CEO 스테파노 도메니칼리는 2024 시즌이 일부 포뮬러 원 주말에만 개최될 것이라고 발표했으며, 지원 법안의 일환으로 포뮬러 2, 포뮬러 3, 포르쉐 슈퍼컵에 합류했다. 이를 위해서는 레이스 주말 형식을 변경하여 리버스 그리드 레이스를 제거하여 레이스 수를 두 개로 줄였다.
2024 시즌에는 FIA 슈퍼 라이선스 포인트와 와일드카드 출전권도 추가되었다. 챔피언십 상위 5명의 드라이버는 챔피언 10명, 준우승 7명, 3위 5명, 4위 3명, 5위 1명으로 FIA 슈퍼 라이선스 포인트를 획득한다. 와일드카드 출전권은 시리즈가 열리는 지역의 인재 풀을 홍보하고 강화하기 위해 특정 라운드에 도입될 예정이다. 이 출전권은 현 팀 챔피언인 프레마 레이싱이 네 번째 차량으로 운영하며, 드라이버는 드라이버 순위에서 포인트를 획득할 수 있는 자격을 얻게 된다. 새로운 팀 참가자 하이테크 그랑프리가 2025 시즌 프레마 레이싱을 대체한다.

## 진행
F1 아카데미 드라이버는 16세에서 25세 사이여야 하며, 시리즈에서 두 시즌 이상 경주할 수 없다. 포뮬러 지역 유럽 챔피언십(FRECA)은 F1 아카데미 순위에서 P1, P2 또는 P3를 마친 드라이버를 영입하는 모든 팀에 네 번째 출전을 보장한다. 2023 챔피언 마르타 가르시아는 2024년 FRECA 챔피언십에서 F1 아카데미, PREMA 레이싱, 타투우스, 피렐리의 후원으로 전액 기금을 지원받는 자리를 차지했다. 그러나 시리즈는 "각 시즌 F1 아카데미는 F1 아카데미 팀과 긴밀히 협력하여 우승자가 모터스포츠 사다리를 오를 수 있도록 지원할 것"이라고 발표했기 때문에 FRECA만이 유일한 발전 옵션은 아니다. 2024 시즌 동안 드라이버 챔피언 애비 풀링은 로댕 모터스포트와 함께 2025 시즌 GB3 챔피언십에서 전액 기금을 지원받는 자리를 차지했다.

## 차량
F1 아카데미 자동차는 2022년부터 전 세계 포뮬러 4 챔피언십에서 사용되는 Tatuus F4-T421 섀시를 기반으로 제작되었지만, 전면 및 후면 날개가 수정되어 에어로 패키지가 독특해졌다. 이 타이어는 포뮬러 원 파트너인 피렐리가 제공한다. 이 엔진은 오토테크니카 모터리에서 공급하며 1.4리터 터보차저 4 실린더로 구성되어 있으며 5500rpm에서 174마력을 발휘한다.

## 챔피언

### 드라이버
| 시즌 | 드라이버        | 팀              | 폴 포지션 | 우승 | 포디움 | 패스티스트 랩 | 포인트 | 클린시트      | 마진 | Ref(s) |
| ---- | --------------- | --------------- | --------- | ---- | ------ | ------------- | ------ | ------------- | ---- | ------ |
| 2023 | 마르타 가르시아 | 프레마 레이싱   | 5         | 7    | 12     | 6             | 278    | Race 19 of 21 | 56   | [ 2 ]  |
| 2024 | 애비 풀링       | 로댕 모터스포트 | 10        | 9    | 14     | 6             | 338    | Race 12 of 14 | 123  | [ 3 ]  |

### 팀
| 시즌 | 팀            | 폴 포지션 | 우승 | 포디움 | 패스티스트 랩 | 포인트 | 마진 | Ref(s) |
| ---- | ------------- | --------- | ---- | ------ | ------------- | ------ | ---- | ------ |
| 2023 | 프레마 레이싱 | 5         | 9    | 16     | 7             | 419    | 8    | [ 4 ]  |
| 2024 | 프레마 레이싱 | 5         | 4    | 16     | 5             | 423    | 30   | [ 3 ]  |

## 서킷
- 2025 시즌 사용될 서킷

| 순서 | 서킷                                         | 라운드 | 연도      |
| ---- | -------------------------------------------- | ------ | --------- |
| 1    | 바르셀로나 카탈루냐 서킷, 문멜로             | 2      | 2023–2024 |
| 1    | 잔드보르트 서킷, 잔드보르트                  | 2      | 2023–현재 |
| 3    | 레드불 링, 스피엘베르크                      | 1      | 2023      |
| 3    | 리카르도 토르모 서킷                         | 1      | 2023      |
| 3    | 몬차 서킷, 몬차                              | 1      | 2023      |
| 3    | 폴 리카르 서킷                               | 1      | 2023      |
| 3    | 서킷 오브 디 아메리카스, 오스틴              | 1      | 2023      |
| 3    | 제다 코니쉬 서킷, 제다                       | 1      | 2024–현재 |
| 3    | 마이애미 인터내셔널 오토드롬, 마이애미가든스 | 1      | 2024–현재 |
| 3    | 마리나 베이 시가지 서킷, 싱가포르            | 1      | 2024–현재 |
| 3    | 루사일 인터내셔널 서킷, 루사일               | 1      | 2024      |
| 3    | 야스 마리나 서킷, 아부다비                   | 1      | 2024      |
| 13   | 상하이 인터내셔널 서킷, 상하이               | 0      | 2025      |
| 13   | 질 빌뇌브 서킷, 몬트리올                     | 0      | 2025      |
| 13   | 라스베이거스 스트립 서킷, 패러다이스         | 0      | 2025      |

## 참고
1. ↑  “Tatuus, owned by Wise Sgr, and Autotecnica Motori join forces to create the 'Italian Motorsport Excellences' hub” (PDF) (보도 자료). Milan: Wise SGR SpA. 2017년 11월 15일. 2025년 4월 26일에 확인함.
2. ↑  “F1A Motorsport Stats”. 《Motorsport Stats》. 2024년 2월 9일에 확인함.
3. 1 2  “F1 Academy Statistics and Results | Motorsport Stats”. 《motorsportstats.com》. 2024년 12월 8일에 확인함.
4. ↑  “Prema Racing Statistics and Results | Motorsport Stats”. 《Motorsport Stats》. 2024년 2월 9일에 확인함.